# 扎巴絳曲
札巴絳曲（藏語：གྲགས་པ་བྱང་ཆུབ，威利转写：grags pa byang chub；1356年—1386年），《明史》上作吉剌思巴賞竺堅藏巴藏卜，西藏歷史上帕木竹巴的第三代第悉，明代藏传佛教帕竹噶举派僧人，藏族。
释迦坚赞同父异母弟仁钦多吉的儿子，被称为策细巴萨玛。1370年受沙弥戒出家，后来受比丘戒，法名札巴絳曲貝桑布。1371年，担任丹萨替寺法座，就是京俄。1373年，释迦坚赞去世，被推举为帕木竹巴第三代第司，他同意在同父异母弟索南札巴成年前兼任第司和京俄，被称为喇本。1379年，明太祖封他为帕木竹巴万户长，1381年，他支持弟弟索南札巴继承第司，自己还是担任京俄，直到1386年去世。他在佛学上有造诣，宗喀巴年轻时，拜他为师，写诗称颂札巴絳曲的功绩。